# 何香涛
何香涛（1938年—），男，河北束鹿人，中国天文学家，北京师范大学教授，曾任中国天文学会副理事长，第七、八、九、十届全国政协委员。